# Косар Володимир Богданович
Володимир Богданович Косар (нар. 31 липня 1992, Львів) — український футболіст, захисник «Карпат» (Кам'янка-Бузька). Брат футболіста Сергія Косара.

## Кар'єра
У ДЮФЛ України виступав за «Скалу» (Моршин).
На професіональному рівні дебютував 29 липня 2009 року в складі друголігової «Скали» (Стрий).
З літа 2011 — у першоліговому ФК «Львів».